# Erotische thriller
Een erotische thriller is een thriller waarin erotiek met een spannend verhaal gecombineerd wordt. Het begon in de jaren 1980 met neonoirfilms als Body Heat. Het genre was vooral populair in de jaren 1990 met films als Basic Instinct. Bekende erotische thrillers zijn:
- Dressed to Kill
- Body Heat
- Body Double
- Fatal Attraction
- Basic Instinct
- Single White Female
- Disclosure
- Showgirls
- Wild Things
- Killing Me Softly
- Natasha
- Eyes Wide Shut
- Snapdragon
- Fifty Shades Freed